# Сефер ха-бахир
«Се́фер ха-бахи́р» (ивр. סֵפֶר הַבָהִיר‎ — «свиток (книга) яркого света») — наиболее раннее произведение по каббале. До публикации книги «Зоар» «Бахир» был наиболее влиятельным и цитируемым первичным источником каббалы. Фактически «Бахир» цитировали во всех важнейших книгах по каббале, а ранее всего — в комментарии Раавада на книгу «Сефер йецира». К нему постоянно обращался в своём комментарии к Торе раби Моше бен-Нахман (Рамбан). Кроме того, «Бахир» многократно цитируется и пересказывается в книге «Зоар».

## Название
Название «Бахир» (הַבָהִיר‎ — «сияние») происходит от первого библейского стиха, цитируемого в тексте — «Теперь не видно яркого света (бахир) в облаках…» (Иов. 37:21).
Эту книгу называют также (в частности Рамбан) «Мидраш раби Нехуниа бен га-Кана», поскольку имя раби Нехуниа приводится в самом начале этой книги. Большинство каббалистов приписывают «Бахир» ему и его школе. Именно по этой причине существует предание, что «Бахир» был написан амораим — последними мудрецами Талмуда.

## Время создания и публикаций
Впервые «Бахир» был выпущен в свет около 1176 г. прованской школой каббалистов и имел хождение в виде рукописи в ограниченном кругу адептов. Ортодоксальные каббалисты утверждают, что книгу написал выдающийся талмудист I века н. э. Рабби Нехуния бен га-Кана. Согласно историкам, Бахир был написан незадолго до своего опубликования. Первое печатное издание появилось в Амстердаме в 1651 г., последующие же вышли в Берлине (1706), Кореце (1784), Шклове (1784) и Вильно (1883). Самым лучшим изданием из всех является опубликованное в Иерусалиме (1951) раби Реувеном Марголиусом вместе с его комментарием «Ор ха-Бахир» («Свет Бахира»).

## Содержание
В «Бахире» содержится учение о 10 сфирот, впрочем в тексте они также именуются 10 галгалим (разноразмерные колеса, помещённые одно в другое вокруг одного центра), причём наш мир — это «горчичное зерно в перстне». Так верхним светом, выделенным из Бога является Хохма, а нижним Шхина. Также сфироты уподобляются 10 пальцам рук Бога, которые держат небо и землю. Сравнивают их и с 10 заповедями, из которых первая — Кетер, вторая — Хохма, затем следуют источник, праведность, огонь, престол и восток
Другие темы «Бахира» касаются интерпретации букв еврейского алфавита, из которых упоминаются пятнадцать. Обсуждаются — обычно в контексте сфирот такие понятия, как тфилин, цицит, лулав и этрог, а также понятия, присутствующие в «Сефер Йецира», например «Тридцать два Пути Мудрости» (§ 63), двенадцать диагональных границ (§ 95), а также тема «Ось, Сфера и Сердце» (§ 106). Вообще числа играют в книге «Бахир» весьма знаменательную роль.
В книге «Бахир» говорится, что от Творца человек получил власть над ангелами, которые скрываются в Книге Бытия (Берешит) под именем птиц небесных (Быт. 1:26). При этом ангелы были сотворены на второй день. В грехопадении главная роль отведена Самаелю. Тремя высшими ангелами названы Михаил (справа), Гавриил (слева) и Уриил (посередине) (108). Вводятся два необычных понятия, связанные с ангелами или ангельскими силами. Одно из них — Цура, которое буквально означает «форма», другое — Кома, которое можно перевести как «структура», «тело» (§§ 8, 166). Другие термины, применяемые к ангелам: Лидеры (манхигим) и Служители (пкидим).
Важнейшее откровение «Бахира» — различные имена Всевышнего. Говорится и об имени, состоящем из 12 букв — тройное повторение тетраграмматона (Яхве) в аароновом благословении (Чис. 6:28). Также особое внимание уделяется Меркаве — колеснице Бога

Эта Книга — не комментарий, в привычном звучании этого слова. «Бахир» — это откровение Всесильного. Оно изложено в беспрецедентно сжатой (даже для древних каббалистических источников) и чрезвычайно сокрытой для непосвященных форме. Для тех же, кто постиг, что ключом ко всем скрытым Всесильным тайнам является Любовь, текст «Бахир» раскрывается в ослепительном сиянии Его Замысла…